# Tastagoli járás
A Tastagoli járás (oroszul Таштаго́льский райо́н) Oroszország egyik járása a Kemerovói területen. Székhelye Tastagol.

## Népesség
- 1989-ben 37 816 lakosa volt.
- 2002-ben 34 545 lakosa volt.
- 2010-ben 31 895 lakosa volt, melynek 87,9%-a orosz, 8,3%-a sór, 1%-a német, 0,6%-a ukrán, 0,4%-a tatár stb.